# Novalena approximata
Novalena approximata är en spindelart som först beskrevs av Willis J. Gertsch och Ivie 1936.  Novalena approximata ingår i släktet Novalena och familjen trattspindlar.
Artens utbredningsområde är Costa Rica. Inga underarter finns listade i Catalogue of Life.